# 남선초등학교 광덕분교
남선초등학교 광덕분교는 대한민국 강원특별자치도 정선군 남면 광덕리 1058에 있었던 공립 초등학교이다.

## 연혁
- 1968년 3월 1일 낙동국민학교 광덕분교 승인
- 1972년 3월 1일 광덕국민학교 승격
- 1995년 3월 1일 남선초등학교 광덕분교로 편입
- 1996년 3월 1일 교명 변경(남선초등학교 광덕분교)
- 2005년 3월 1일 폐교